# Patricia Heaton
Patricia Helen Heaton (* 4. března 1958 Bay Village, Ohio) je americká herečka, kterou proslavila především její role v seriálu Průměrňákovi, kde si v 9 řadách zahrála unavenou matku Frankie Heckovou, a dále seriály Raymonda má každý rád od společnosti CBS a Zpátky do studia od společnosti Fox. Získala dvě ceny Emmy a na pět dalších byla nominována. Během let 2019 až 2020 hrála v sitcomu stanice CBS Carol's Second Act.
Je vdaná za britského herce Davida Hunta, s nímž má čtyři syny. Náleží k hnutí pro-life, jehož stanoviska veřejně hájila např. v kauze Terri Schiavo.
V roce 2008 podporovala ve volbách na amerického prezidenta republikánského kandidáta Johna McCaina.